# 唯井まひろ
唯井 まひろ（ただい まひろ、2000年〈平成12年〉3月4日 - ）は、日本のヌードモデル、AV女優、YouTuber。前名はまひろ。東京都出身。マインズ所属。

## 経歴
2018年4月16日発売の集英社「週刊プレイボーイ」No.18（4月30日号）にて、まひろとしてヘアヌードグラビアを掲載しデビュー。プレイボーイ編集部がスカウトし、素人ながらヌードモデルとして抜擢した。雑誌発売日に合わせツイッターを開始。
2018年5月14日にAVデビューを発表し、芸名が「唯井まひろ」となったことを公表。デビュー作はSODでは総集編を除くと2014年9月以来となるBlu-ray版も同時発売する。デビュー後となる「週刊プレイボーイ」No.26（6月25日号）にもグラビアが掲載。
スカパー!アダルト放送大賞2019新人賞にノミネートし、2019年3月12日に新人女優賞を受賞。3月21日、SOD AWARD2019において最優秀新人賞受賞。FANZAアダルトアワード2019最優秀新人女優賞にノミネートし、5月12日に話題賞を受賞。
2019年6月20日からはYouTube「まひろにあ帝国」を開始し、平均再生回数10万再生のYouTuberとしても活動を開始。
2019年10月、ゲオTV×メンズサイゾー ADULT AWARD 2019・昇天クイーン部門にノミネート。二つ名は「超絶敏感ぶっちぎり美少女」。翌年1月10日、メンズサイゾー賞を受賞。
2021年4月に発表されたアサヒ芸能「2021現役AV女優SEXY総選挙」で第30位。光文社『FLASH』発表の2021年セクシー女優ランキング第9位。2022年5月に発表されたアサヒ芸能「2022現役AV女優SEXY総選挙」で第42位。

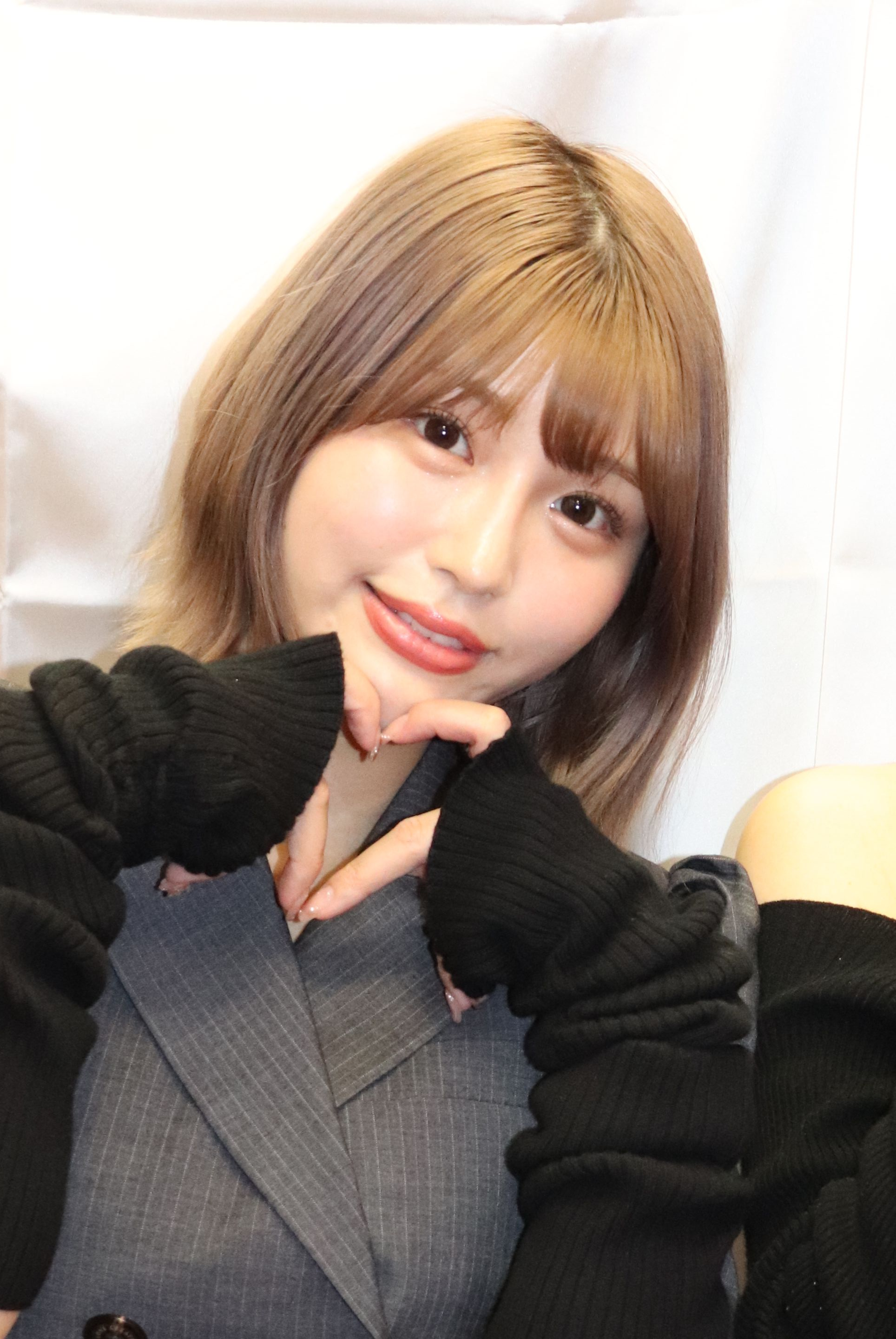
2022年12月撮影

2022年『ヤングアニマル』22号（白泉社）では漫画『ふたりエッチ』とのコラボグラビアが実現した。
2022年12月26日週FANZA通販フロアランキングにて、デビュー作収録の『SODstar15周年記念！厳選した人気スター女優18名 デビューSEX集めました!』が1位を記録。2023年5月に発表されたアサヒ芸能「2023現役AV女優SEXY総選挙」第43位。
2023年4月25日発売の講談社『週刊現代グラビア別冊 WGLuxury Vol.1』では小倉由菜とのコンビで表紙モデルを担当。
デビュー5周年イベント『唯井まひろデビュー5周年記念イベント―安心してください！ヤリますよ！コントに挑戦―』を2023年6月10日に東京・阿佐ヶ谷ロフトAで開催。
2023年10月23日に自身のYouTubeチャンネルでローションをプロデュースすることを発表。「SEXにもオナニーにも使える」とのこと。同年12月6日、自身のXで多機能ローション美容液RIMOHA (リモハ)として商品化されたことを発表。
2024年4月発売『アサヒ芸能』発表「2024現役AV女優セクシー総選挙」において総合44位（東京28位、大阪圏外）となる。
同年7月13日、東京・歌舞伎町スパークルにて「唯井まひろ6周年記念イベント～今年はコントと漫才に挑む～」を開催。

## 人物
キャッチフレーズは「2000年生まれ」。業界入りするまで生まれ年を気にしたことがなかったが、会う人会う人に驚かれ、記念すべき生まれ年だと実感した。
アイドルに憧れを抱き、高校生時分は歌やダンスのレッスンを受けていた（アイドルの在籍する事務所にも所属していた）。
後に既存のアイドルの姿に違和感を抱いた唯井は恵比寿☆マスカッツやSEXY-Jの存在を知り、アダルトビデオ業界に関心を抱く。既存のグループは黒髪、ツインテールといった型にはめられた王道の印象で、自分には合わないと思い、AV女優の奔放な活動に「ビビッときた」のだという。
人前が苦手なタイプだが、上記のようにアイドルや女優のように人前で堂々している人たちに強い憧れがあり、自分を変えたいという決意から、プレイボーイ編集部との面接では「脱いでもいいです」と言い切った。
好きな女優は事務所の先輩の紗倉まなで、ショートカットでデビューしたのも紗倉まなを意識してのこと（共演経験もあるが未だに会うと緊張するとの事）。好きな食べ物はパイナップルとキウイ。また、同じく事務所と専属レーベルが同一の小倉由菜とは公私ともに仲が良く、2023年6月29日のBiSH・東京ドームラストライブにも小倉と訪れている。
所属事務所の後輩の幾田まちは唯井に憧れてAV女優になり同じ事務所に応募して加入しており、自身のYouTubeチャンネルで対談したこともある（但し幾田は後に事務所移籍している）。
初体験は高校3年生の夏休み。相手は当時童貞で、3か月交際した。好きなタイプは“おじさん”で、彼氏もおなかがぷにゅっとしたタイプだった。
趣味にあたっては、自ら「同担拒否」であるとたびたび語っている。例えば好きな作品である「ソードアート・オンライン」では、主人公のキリトが好きなあまり、ヒロインのアスナなどに嫉妬して、観ることができなくなっているとのこと(2022年6月3日出演の三姉妹ラジオより)。2022年の目標は「社長になること」。
デビュー前に彼氏の精液を飲んだことがあるが不快だったためにAVではごっくんはNGとしている。口内射精はOKだが男優の射精の勢いが強すぎ喉に入ってしまったことが1回ある。
シーシャ（水タバコ）が好きで週1くらいのペースで吸いに行っており、自身のYouTubeチャンネルで事務所の後輩の三浜唯を誘い、独自のフレーバーを作って吸う動画を2024年2月23日に上げている。
食べ物の好き嫌いは無いが、イクラだけはアレルギーで食べられない。

## 芸名の由来
週刊プレイボーイ誌面登場の際に、好きなアイドルであるフェアリーズ・林田真尋、アキシブproject・星乃まひろから採った。苗字はAVデビュー時にSODと事務所が覚えられやすいよう考えた。

## 作品

### アダルトビデオ
2018年
- SODstar 唯井まひろ 18歳 AV DEBUT（6月7日、SODクリエイト）
- SODstar 唯井まひろ 18歳の性感開発4本番 初・体・験 3時間SP（7月12日、SODクリエイト）
- ぼくの彼女は同じクラスの唯井まひろ ドキドキエロエロなふたりのラブラブ学園生活（8月9日、SODクリエイト）
- SODstar 唯井まひろ 18歳 止まらない…超大量潮吹き!（9月6日、SODクリエイト）
- SODstar 唯井まひろ 18歳 エロカワな姪っ子とヤリまくり (ハート) 3泊4日共同性活（10月11日、SODクリエイト）
- SODStar 唯井まひろ 18歳 性感エステフルコース 10コーナー240分SP (11月8日、SODクリエイト)
- 唯井まひろちゃんタオル一枚男湯入ってみませんか?HARD 特別編 (12月6日、SODクリエイト)

2019年
- 唯井まひろ 18才の唇と絡みつく舌 特濃ベロチュウ発情SEX (1月10日、SODクリエイト)
- 唯井まひろ 18才のキツキツ未熟おま○こをガン突きしまくる巨根メリコミ腰砕けイカセ (2月7日、SODクリエイト)
- 唯井まひろ プリケツ突き出し指オナ見せつけ誘惑してくる妹の友達 (3月7日、SODクリエイト)
- 唯井まひろ 777時間禁欲&焦らしによって溢れ出るマン汁をメレンゲになるまでピストン (4月11日、SODクリエイト)
- 唯井まひろ DQN先輩の妹がビビりなボクをからかいながらず～っとねっとり誘惑フェラ (5月9日、SODクリエイト)
- 唯井まひろ 男子の格好がバレて輪姦されて… (6月6日、SODクリエイト)
- 唯井まひろ ヤリたい放題いいなり調教イカせダンジョン (7月11日、SODクリエイト)
- 唯井まひろ 電車で寄りかかってきた夏服女子○生に欲情ズブ濡れ追跡痴○ (8月8日、SODクリエイト)
- SODstar 11 SEX BUBBLE PARTY 2019 ～プールで感度アゲアゲイキまくり編～ (9月12日、SODクリエイト) ※Blu-ray  同時発売
- 唯井まひろ 一泊二日、ヤりたい放題ハメまくり いいなり温泉旅行 (9月12日、SODクリエイト)
- 唯井まひろ 透け透けワイセツな競泳水着を強要された新人インストラクター (10月10日、SODクリエイト)
- 地元にマジックミラー号が来てロケをやっていたのでのぞきにいってみるとなんとそこには憧れの唯井まひろちゃんが!?突然大好きなAV女優と2人きり! (11月7日、SODクリエイト)
- SODstar 10 SEX AFTER PARTY 2019 ～クラブでハメハメヌキまくり編～ (11月21日、SODクリエイト) ※Blu-ray  同時発売
- 唯井まひろ 全身隈なくねっとり舐められながら密着性交 (12月12日、SODクリエイト)

2020年
- プロゲーマーを目指すヲタ男子たちを誘惑… 女性経験がほとんどない気弱なヲタに隠れたエッチの才能が覚醒しゲーマーの指テクで大噴射潮吹き手マン＆激イキ乳首連打に超絶腰使いピストンで大量ハメ潮！最後は三股がバレて集団イカされまくりSEX (1月9日、SODクリエイト)[37]
- 唯井まひろ 依存症なカノジョの想い出 (2月6日、SODクリエイト)[38]
- 唯井まひろ 汗ダクダク唾ダラダラ潮吹きビチャビチャ全マシ大噴出キメセクスペシャル!! (3月12日、SODクリエイト)
- 唯井まひろ いつでも連射！水泳部女子マネージャー、青春の喉奥射精、追撃フェラチオ (4月9日、SODクリエイト)
- 唯井まひろ 出張先の温泉旅館で部下の新卒OLとまさかの相部屋 純真無垢な誘惑 逆NTR (5月8日、SODクリエイト)
- 唯井まひろ ナマのSEXって想像していたより何倍も気持ち良い！感度倍増イキまくり初めての中出しナマSEX (7月23日、SODクリエイト)
- 「お義父さんやめてください…」 夫に言えない義父との姦淫 中年オヤジとのねっとり変態セックスに溺れる若妻 (9月24日、SODクリエイト)
- ずっと布団の中…密着ねっとりピストンでドクドク中出しが止まらない (10月22日、SODクリエイト)
- すぐそばに彼女がいるのにベロチュウ誘惑で強●中出し (11月26日、SODクリエイト)
- 銀河系三ッ星ハーレム 極上射精へと誘う逆4Pスペシャル（12月10日、SODクリエイト）監督/イージー松本
- ムラついた性欲を満たすためエッチな言葉を吐きながら中出し妄想じゅぽじゅぽディルド痴女（12月23日、SODクリエイト）監督/クレジットなし ※配信のみ。撮りおろし。

2021年
- エグいギアチェン超速PtoM! 激変杭打ちピストン騎乗位と生フェラをエンドレスで繰り返す射精管理介護お姉さん♪(1月21日、SODクリエイト)
- ロケ帰り相部屋NTR 大雪で東京に帰れなくなったお天気お姉さんが、仕事の愚痴を聞いてくれる新人ADと妊娠するまで中出ししまくった一晩。(2月25日、SODクリエイト)
- スマホで簡単!大好きな女子の名前を登録するだけで授業中でも彼氏の前でもいつでもどこでも定額中出しヤリ放題できる特別プラン解禁!!(3月25日、SODクリエイト)
- 極上至極のごちそうヒップSPECIAL!お尻マニア向けアナルまる見えプリ尻フルコースフェチMAX!!!(4月22日、SODクリエイト)
- サイレント逆レ×プ 声の出せない状況で...、誰にもバレないように強●射精してくる小悪魔密着囁きお姉さん。(5月20日、SODクリエイト)
- 「私の口で、ちょっとだけ練習してみる?」初めて彼女ができた弟とおしゃぶりフェラチオで早漏改善をメチャクチャ猛特訓した日々。（6月24日、SODクリエイト）
- 混浴社員旅行NTR 温泉好きな会社の先輩たちと、貸切家族風呂に行ったら僕の妻が滅茶苦茶に犯されてしまいました…。（7月22日、SODクリエイト）
- 初恋痴漢 初めて好きになった人は…痴漢師でした。（8月26日、SODクリエイト）
- ようこそ癒しの楽園へ。南国エロティックスパHEAVENスペシャル!!（9月23日、SODクリエイト）
- 「俺らの出店の裏メニューは担任の潮吹きだから遊びにこいよ?w」文化祭で無理やり生徒たちに輪姦レ×プされた新任女教師（10月21日、SODクリエイト）
- 経理のまひろちゃんは、SNSで絶倫チ〇ポたちを集める性獣ビッチだった。（11月25日、SODクリエイト）
- 年末スペシャル!トビジオっ!特報NEWS 勤務中ずっと痙攣・潮吹きっぱなし・失禁しても平然と原稿を読み上げる唯井まひろアナウンサー（12月23日、SODクリエイト）

2022年
- 「パパの事、男として見ちゃうの…」大好きな義父を犯し続けた一夜…。外は寒いけど唇が燃えるようなベロキス性交（1月27日、SODクリエイト）
- 敏感乳首でチクイキできる方法知りたくない?彼女がいる僕に幼馴染は、何日もしつこく性感開発してきた。（2月23日、SODクリエイト）
- 唯井まひろ×ナチュラルハイ 痴漢OK娘スペシャル SODstarVer. 絶対NGの極上マネージャーを連日痴漢で中出しまでOKさせろ（3月24日、SODクリエイト）[39]
- 唯井まひろ×ナチュラルハイ これが噂の痙攣薬漬け水着モデル 絶叫10連続FUCK（4月7日、ナチュラルハイ）
- 妻子持ち鬼コーチと不倫に明け暮れた4年間！世界一を目指す陸上部女子とイケナイ肉体交尾（4月21日、SODクリエイト）
- 全肯定カノジョ 。「外はダメ!!全部私の中で受け止めてあげる♪」早漏の僕を全力応援で慰めつつ、全体位中出しで受け止めてくれるマジ天使。（5月26日、SODクリエイト）
- 4年目で初出勤! 無制限発射OKで連続ナマ中出しさせてくれる完全会員制ソープ（6月23日、SODクリエイト）
- 幸せな美人姉妹が俺を毛嫌いするなんて許さない、洗脳エステで俺の思い通りにしてやる！（7月21日、SODクリエイト）
- 初めてのアナル開発 M男調教ドキュメント解禁!連続連射・男潮を繰り返しメスイキさせちゃいましたSP!!（8月25日、SODクリエイト）
- 「元教子とベロキス沼にハマってしまいました。」5年ぶりに再会した唯井は、見違えるほどキレイになっていたので、性欲に負けて唾液絡み合い濃密接吻不倫をしてしまった僕は最低の現役教師です。（10月20日、SODクリエイト）
- 地元で有名な超絶ヤリマンギャルに何発も精子を搾り取られた夏の思い出（12月22日、SODクリエイト）[40]

2023年
- 僕を見下した接客態度最悪なムカつく美人アパレル店員を汚部屋監禁!媚薬で好き放題中出し調教（2月9日、SODクリエイト）
- もしネトゲで知り合った恋愛経験の少ない同世代男子にデートに誘われたらどうする?（3月23日、SODクリエイト）[41]
- 大量潮吹きするほどピストンバイブでイカされて「もうイッてるからぁぁ」アクメ直後もガンガンッ膣奥を突きまくる超追撃ピストン（4月20日、SODクリエイト）
- 小悪魔ギャルがじっと見つめながら連続射精へ誘う密着囁きメンズエステ ー5cosplayー（5月25日、SODクリエイト）
- 「5周年だし全部見せちゃうね（ハート）」よく食べよく飲むまひろの本音ときゅんな素顔が満載！2人きりでほろ酔いはしごハメ！（6月22日、SODクリエイト）
- 大人（SEX）NGの生意気なPJ（パパ活女子）に魔法（睡眠薬レ○プ）かけ てやったw手当て（金）無しで中出しシェアできて草ww（7月20日、SODクリエイト）
- 【夏といえば水着！SODstar全員ビキニ祭】「今日ボクは先輩に食われるかもしれません…」 憧れの先輩と童貞のボクがセフレに発展してハメまくった混浴温泉旅行（8月24日、SODクリエイト）
- 闇深メンヘラ女が元カレ宅に侵入しこっそり体液マーキング！毎日5時間の逆眠姦（9月21日、SODクリエイト）[42]
- 【合宿輪●テロ】モラハラ美人顧問を性奴●にして徹底的に理解（わか）らせたwww（10月26日、SODクリエイト）[42]
- 社畜OLが日々のストレスを発散する方法は、会社には内緒で死ぬほど中出しすることです。 （11月23日、SODクリエイト）
- 学生時代は地味だったのにすっかり垢抜けて美人になった同級生とまさかの再会。性欲が急成長したあの子と半同棲でヤリまくり。（12月21日、SODクリエイト）

2024年
- 酔うとキス魔になっちゃう若妻と町内会の忘年会で旦那に隠れて何度もベロちゅう不倫。（1月25日、SODクリエイト）
- 完璧なアイドルのオフパコ枕営業流出！太客相手専用の従順ペットになりSEXしまくる嘘つきな君！（2月22日、SODクリエイト）
- オフィス清掃員Tさんのマ〇コがドストライクすぎて…清掃服の下に隠した名器で何度も即ハメ即中出しさせてくれるから仕事がはかどる！（3月20日、SODクリエイト）[43]
- 電車でお漏らししてしまった泥●OLをお持ち帰り輪● 出してもすぐ満タンになる膀胱をガン突きして、アクメ失禁させまくった一夜（4月25日、SODクリエイト）[44]
- 性欲つよつよな僕の欲望を何でも叶えるレンタルメイドが炊事・洗濯・性欲処理をしてくれる夢の1DAY性交プラン（5月23日、SODクリエイト）
- これが交際歴1年の恋人がするセックス！？常に僕を発情させる素でエッロいまひちゃんとヤリたい時にヤリまくるリアルすぎる同棲生活！（6月20日、SODクリエイト）
- 絶対射精しちゃいけない健全メンエス店なのに、吸い付くような密着激甘濃厚施術で誤爆無限射精してしまった …！（7月25日、SODクリエイト）
- 最高にメロい甘々まひちゃんに囁き脳とろ淫語で責められてしあわせイキしちゃうオナサポ天国（8月22日、SODクリエイト）[45]
- しゃぶり癖喪女ニート 引きこもり自立センターの僕が初めて訪問した相談者は常に何かをしゃぶっていないと気が済まない女（23）だった。（9月26日、SODクリエイト）
- 快楽魔目線 24H拘束監● コチラを睨みつけながら凌●される接客態度最悪の美人ガソスタ店員（10月24日、SODクリエイト）
- 真面目なだけが取り柄の僕が破滅願望の生徒に性癖をぐちゃぐちゃに歪まされた話～だから僕は家庭●師を辞めた～（11月21日、SODクリエイト）[46]
- 配送中NTR 既婚ベテランドライバーの配送に付いて回るうち車中でおそわれてしまった新婚人妻（12月26日、SODクリエイト）

2025年
- この病棟には患者のチ●ポをずっぽり咥え込み吸引する喉じゃくりフェラで連続抜きしてくれる伝説の看護師がいるらしい。（1月23日、SODクリエイト）[47]
- 底辺ニート兄の溜まりすぎた悪臭精子を中出し性欲処理する日々を世界中に配信された神ライバーmaheee（2月20日、SODクリエイト）[48]
- 雑魚チンポを貶しながらも何度だってヌいてくれて本番までさせてくれる！日本一回転率の悪い罵倒バニーピンサロ！（3月20日、SODクリエイト）[49]
- おねだり淫語で何度も中出しをせがんでくる都合の良すぎる俺専用肉オナホ人妻愛人（4月24日、SODクリエイト）
- 最強の顔面にFカップ美巨尻を隠し持つまひろの性交日記。潮を漏らしながらキツマンがトロットロになる3本番。（5月22日、SODクリエイト）
- 祝7周年！ハメ潮無限噴射 本物精子10顔射大乱交SPECIAL！！ノンストップFUCKでイカされ続けてずぶ濡れ大大大絶頂！！！（6月26日、SODクリエイト）
- 天使のような甘顔から想像もできないデッッカ尻! M男の反応をニッコリ見つめながらぶるんぶるん尻肉バウンドする杭打ち騎乗位で精子搾り尽くすエグカワ痴女!（7月24日、SODクリエイト）[50]
- SODSTAR×SENZ - セックスが溶け込んでいる日常 - 常に性交美容室 表●道人気店 小倉由菜×唯井まひろ（8月7日、SODクリエイト）
- 10年ぶり姉弟風呂。勃起を抑えきれなかった童貞弟と姉は毎日SEXしている。（8月21日、SODクリエイト）
- 最強の顔面とFカップ美巨尻 唯井まひろ7周年記念総集編厳選20作品20SEX（9月11日、SODクリエイト） ※ 単体ベスト
- 同棲するため物件を内見にきたカップルの彼氏を寝取って生ハメ中出しさせる淫乱巨尻な不動産レディ 唯井まひろ（9月25日、SODクリエイト）

### VR
2018年
- 『恋人は18才』唯井まひろ おうちで初デート&初キス＆初H ※激カワ（7月13日、SODクリエイト）
- 僕の妹・唯井まひろ18歳と超密着ラブラブSEX 【濃厚キス・イキ顔鑑賞・密着対面座位・覆いかぶさり騎乗位】（8月10日、SODクリエイト）
- 『ビンカン過ぎる！18歳の恋人とハメ潮性交』 止まらない…超大量潮吹き！唯井まひろ（9月14日、SODクリエイト）
- ツンデレ!女子マネージャー唯井まひろに告白!からの即エッチをお願いしてみた! (10月12日、SODクリエイト）
- 唯井まひろ 2人きりのファン感謝祭VR! あなたのご自宅へ唯井まひろがお邪魔して感謝の神ご奉仕! 嬉しすぎて大量潮吹きからの【騎乗位】【座位】【覆いかぶさり正常位】最後は顔にたっぷりかけてね! 平成最後のマジ贅沢すぎるっ! 18才美少女独占!  (11月28日、SODクリエイト)
- 『恋人は18才』唯井まひろ クリスマスパーティーで連続7発射! (12月6日、SODクリエイト)

2019年
- 唾飲みVR-2- 美女の唾厳選12名スペシャル！（1月10日、SODクリエイト）
- パンチラダンスで見せつけ誘惑 オナサポ＆JOI 焦らし寸止め小悪魔セックス (1月25日、SODクリエイト)
- 文芸部の後輩の地味かわいいメガネ黒パンスト女子に犯される (2月22日、SODクリエイト)
- 裏オプションで店に内緒でこっそり本番してくれるおっパブ嬢 (3月22日、SODクリエイト)
- ペット擬人化VR 可愛がっていたメス猫が人間に！？発情期を迎えて我慢できない！顔面舐め回しにゃんにゃんセックス (4月19日、SODクリエイト)
- 妹の無防備な寝尻がエロすぎて… (6月7日、SODクリエイト)
- 魅力的なぽってり唇の激カワ彼女と最初から最後までキス100回SEX (7月11日、SODクリエイト)
- パンスト破りVR（8月29日、SODクリエイト）

2020年
- リアル同棲彼女 めちゃくちゃ可愛い唯井まひろちゃんが僕のことを大好きでしかも超エッチ！こんな子と一緒に住んだら毎日楽しくイチャイチャしてSEXしまくる究極ラブラブ同棲日記(10月8日、SODクリエイト)
- 彼女がいてもお構いなし！生ハメ誘惑してくる 水泳部先輩マネージャー(11月12日、SODクリエイト)

2021年
- ヤンキーから聞こえてくる無垢マゾな心の声に従ってイカセまくる!テレパシーVR（8月5日、SODクリエイト）
- 衝動レ●プ 宅飲み中、親友の彼女をどうしても犯したくなった。（9月6日、SODクリエイト）

2022年
- 《領域展開 / 地面特化 × 天井特化》 究極3P密着サンドイッチセックス。前後左右に完全だいしゅきホールドされて 射精してもやめてもらえないイチャラブ温泉旅行 ※豪華VR初共演 小倉由菜 × 唯井まひろ（3月2日、SODクリエイト）

2024年
- 海水浴場で見かけたAV女優の唯井まひろを拉致して強●VR（9月19日、SODクリエイト）

### 総集編・オムニバス
2020年
- 唯井まひろ デビュー2周年記念 19SEX収録 8時間スペシャルBEST 完全保存版 ［2枚組］(6月11日、SODクリエイト)

### 写真集
- 唯井まひろ 300部限定写真集（2018年7月8日、集英社）※作品リリースイベント等にて限定販売。
- まひろん（2019年3月20日、双葉社、撮影：植野恵三郎）ISBN 978-4575314403
- I'm here（2019年12月20日、ジーオーティー、撮影：山口勝己）[51]ISBN 978-4823600104
- Only You（2021年6月30日、徳間書店、撮影：上野勇）ISBN  978-4198653156

### デジタル写真集
- FIRST GRAVURE/初脱ぎ娘！（2018年7月6日、GRAPHIS、撮影：HIROYUKI.YOSHIDA）
- New Year Special 2019（2019年1月1日、GRAPHIS）
- Pure Smile（2019年1月11日、GRAPHIS、撮影：GOTA.SUZUKI）
- SODstar 小倉由菜×唯井まひろ写真集「求愛行動」（2019年3月15日、集英社、撮影：西條彰仁）
- LIMITED EDITION（2019年3月29日、GRAPHIS、撮影：HIROYUKI.YOSHIDA）
- CALENDAR/日めくりカレンダー（2020年1月1日、GRAPHIS）
- マインズANGELS　三つの誘惑（2020年8月24日、小学舘、撮影：西條彰仁）
- 唯井まひろ　featuring 小倉由菜　Hold me！（2021年5月14日、小学舘、撮影：西條彰仁）
- 小倉由菜　featuring 唯井まひろ　Kiss me!（2021年5月14日、小学舘、撮影：西條彰仁）
- SOFT ON DEMAND GRAVURE COLLECTION 唯井まひろ 01（2021年6月25日、ソフト・オン・デマンド、撮影：KATSUMI HASHIMOTO）
- SOFT ON DEMAND GRAVURE COLLECTION 唯井まひろ 02（2021年6月25日、ソフト・オン・デマンド、撮影：KATSUMI HASHIMOTO）
- SOFT ON DEMAND GRAVURE COLLECTION 唯井まひろ 03（2021年7月9日、ソフト・オン・デマンド、撮影：KATSUMI HASHIMOTO）
- SOFT ON DEMAND GRAVURE COLLECTION 唯井まひろ 04（2021年7月9日、ソフト・オン・デマンド、撮影：KATSUMI HASHIMOTO）
- マインズ14ガールズ　14人の極上ヌード（2021年11月1日、小学舘、撮影：市川智也）
- LIMITED EDITION（2022年6月10日、GRAPHIS、撮影：GOTA.SUZUKI）
- 「ファミレス店員とホテル密会」エゴちゃんヌード写真集（2022年6月15日、エゴちゃん）
- プレミアムヌードシリーズ　唯井まひろ　サンシャインデイズ（2023年2月1日、小学舘、撮影：福島裕二）
- マインズALL STARS お風呂屋さんに行こうよ!（2023年9月11日、小学舘）
- LOVEPOP デラックス　唯井まひろ　001（2024年5月31日、PAD）
- テンションアゲアゲ↑　全裸ナイトプール（2024年7月19日、小学舘、撮影：塩原洋）
- LOVEPOP デラックス　唯井まひろ　002（2024年7月26日、PAD）
- 唯井まひろ　ヒロイン（2024年7月19日、徳間書店、撮影：吉田裕之）
- LOVEPOP デラックス　唯井まひろ　003（2024年8月16日、PAD）
- LOVEPOP デラックス　唯井まひろ　004（2024年9月27日、PAD）
- LOVEPOP デラックス　唯井まひろ　005（2024年11月29日、PAD）

### カレンダー
- 2020年 カレンダー 壁掛け B2（2019年10月19日、トライエックス）
- 2020年 カレンダー 卓上 A5（2019年10月19日、トライエックス）
- 2021年 カレンダー 壁掛け B2（2020年10月7日、トライエックス）
- 2021年 カレンダー 卓上 A5（2020年10月7日、トライエックス）
- 2022年 カレンダー 壁掛け B2（2021年10月23日、トライエックス）
- 2022年 カレンダー 卓上 A5（2021年10月23日、トライエックス）
- 2023年 カレンダー 壁掛け B2（2022年10月29日、トライエックス）
- 2023年 カレンダー 卓上 A5（2022年10月29日、トライエックス）
- 2024年 カレンダー 壁掛け B2（2023年10月28日、トライエックス）
- 2024年 カレンダー 卓上 A5（2023年10月28日、トライエックス）
- 2025年 カレンダー 壁掛け B2（2024年10月26日、トライエックス）
- 2025年 カレンダー 卓上 A5（2024年10月26日、トライエックス）

### ポーズ集モデル
- パーフェクトヌードポーズ model 唯井まひろ（2019年7月20日、ジーオーティー）撮影：横山こうじ

### ムック本
- WGLuxury Vol.1（2023年4月25日、講談社、撮影：福島裕二）ISBN 978-4-06-531611-5 - 芸能事務所『マインズ』所属女優6名がモデルを務めるムック本[52]。

### イメージビデオ -DVD-
- Mahiro Innocence・唯井まひろ（2019年4月18日、Rebecca）
- ALL NUDE 唯井まひろ（2019年11月25日、Aircontrol）
- まひろ日和/唯井まひろ（2020年6月28日、Precious Beauty）
- Mahiro2 ただいまっ！・唯井まひろ（2021年2月4日、Rebecca）
- 新・湯女ごこち11/唯井まひろ（2021年6月25日、スパイスビジュアル）
- Angel Kiss 唯井まひろ（2022年6月3日、ファインピクチャーズ）
- 美女のハダカ（2023年6月28日、スパイスビジュアル）
- étoile（2024年7月5日、ファインピクチャーズ）

### イメージビデオ -配信-
- 部分的なお肌の露出がフェチ！綺麗でムチムチなお尻と太ももを堪能できるサンタバニー（2021年12月17日、LOVEPOP）
- 大好きなお兄ちゃんに4枚のパンツをお披露目！パンツ比較実験（2021年12月21日、LOVEPOP）
- 実が気がある？思わせぶりな甘えた笑みでパンツを見せてくれる同級生♪ お願いパンチラ（2022年1月10日、LOVEPOP）
- お尻と股間にフィットし丸みのある凹凸に大興奮！制服カーディガン（2022年2月20日、LOVEPOP）

## 出演

### テレビ
- 小倉由菜と唯井まひろのゆるかわレディオ（2018年10月16日、エンタ!959）
- ダラケ! 〜お金を払ってでも見たいクイズ〜（2018年12月6日,20日、BSスカパー!）
- みひなな食堂（2019年3月、エンタ!959）
- ケンコバのバコバコテレビ
- GO!GO!まひゆな号!（2019年6月16日、エンタ!959）
- もう!バカリズムさんの超H! #10,#24（2019年12月25日,2021年6月28日、フジテレビONE）
- ゴッドタン〜The God Tongue 神の舌〜（2020年2月23日、テレビ東京）
- 湯らり鉄道 女子ふたり旅～BSスカパー！ver.～（2020年3月2日,3月16日,9月8日、BSスカパー!）[53]※前後編 - 本庄鈴と共演[54]
- 今日のあまつか（2020年10月17日、エンタ!959）
- ギリギリライブ イマドキ女子のリアル生態調査（2021年9月28日、10月5日、北海道文化放送）
- どぶろっくと山岸逢花の ＃やらかしジャッジメント（2021年12月1日 ‐ 22日、刺激ストロングチャンネル）
- ケンコバのバコバコナイト「バコバコSXII」（2025年11月1日 - 11月29日、サンテレビ）

### ウェブテレビ
- 指原莉乃＆ブラマヨの恋するサイテー男総選挙（2019年4月30日、AbemaTV）
- GO!GO!まひゆな号放送直前!公開生放送（2019年6月12日、YouTubeLive）
- 全裸監督 3話（2019年8月全話配信、Netflix）
- 志村&鶴瓶のあぶない交遊録 大最終回スペシャル（2021年1月2日、ABEMA） - メイド美女 役　※テレビ朝日でもダイジェスト放送
- オーイシ×加藤のピザラジオ（2021年6月23日、きゃにめ）
- WINTICKET ミッドナイト競輪（2021年7月18日、8月9日、ABEMA）
- 紗倉まなとニューヨークのマジックミラーライブ（2021年10月26日、FANY Online）[55]
- ゴッドタン スピンオフ企画セクシー女優愛確かめ選手権（2022年3月12日、Paravi）[56]
- かまいガチABEMA特別編（2022年6月1日、ABEMA）[57]
- ロンドンハーツ 究極恋愛シミュレーション ラブマゲドン 全3回（2023年9月12日 - 26日、TELASA）[58]

### ラジオ
- とにかく明るい安村のとにかく丸裸!（2018年6月9日、10月20日、11月24日桐谷まつり、12月1日小倉由菜、2019年7月20日本庄鈴、8月3日[59]永野いち夏、9月21日小泉ひなた、9月28日久留木玲、11月2日本庄鈴、11月16日青空ひかり、12月14日白川ゆず、12月21日水沢美心、2020年1月4日本庄鈴、1月11日本庄鈴、1月18日本庄鈴、3月14日白川ゆず、3月21日小倉由菜、文化放送）
- 紗倉まなとニューヨークのマジックミラーナイト（2021年5月1日、5月8日、文化放送）

### ウェブラジオ
- Mine'S三姉妹 金曜日の夜更かし(2022年1月12日〜、Radiotalk)

### ゲーム
- 唯井まひろ（2018年5月、ソフト・オン・デマンド）[60] ‐ デビューを記念して製作されたブラウザ用シミュレーションゲーム
- 龍が如く7 光と闇の行方（2020年1月16日、PlayStation 4用ソフト、セガゲームス）乙姫ランド・ソープ嬢、唯井まひろ 役 ※写真のみの出演
- ゲオTVドアップ25【LIPパネル出題】二つ名は「ぷるぷるリップスター」（2020年10月1日、ゲオTV）[61][62][63]

### パチンコ
- PA豊丸ととある企業の最新作2 SOD 99ver.（2023年10月、豊丸産業）[64]
- Pジューシーハニー極嬢MA（2025年1月、サンセイアールアンドディ）[65]

### ミュージックビデオ
- 「死んだ目をした少年」Super Ganbari Goal Keepers（2018年12月、なりすレコード[66]）

### オリジナルビデオ
- セクシータイムリターン（2020年10月2日、竹書房） ‐ 田中結衣 役

### イベント
- 唯井まひろシークレットイベント（2018年6月11日、東京・立ち飲みSOD女子社員）[67]
- マインズフェスⅡ※シークレット。小倉由菜と二人で①入場モギリ②終了後、チェキ会 (2018年9月24日、恵比寿某所)
- ハロウィンの夜お掃除イベント（2018年10月31日、渋谷）捨てるたびに罵られる「萌えないゴミ箱」（声の出演）[68]
- SOD×SOXSOCKSコラボ 特設ショップ１日店長(2018年11月4日、ラフォーレ原宿)
- おぐゆなデビュー1周年&バースデー女子会(2018年11月7日、新宿ネイキッドロフト)
- 慶應大学三田祭トークショー「マジックミター号」(2018年11月23日、慶應大学三田キャンパス)
- でっかい愛がここにある！♡平成最後のバレンタイン♡（2019年2月14日、阿佐ヶ谷ロフトA)
- マインズファンクラブイベント第19回「マインズ大新年会 2019！～新春ウルトラクイズ大会の巻～」(2019年2月17日、都内某所)
- 第20回 マインズファンクラブイベント大納涼祭 with マインズ娘!! 2019（2019年7月21日、都内某所)
- 台湾 TRE台北国際アダルト展(2019年8月2～4日、台北)
- SOD×GALLIS ADDICTIONコラボ記念 １日店長(2019年8月10日、ガリスアディクション横浜店)
- Syainbar 1日店長イベント（2020年1月11日、Syainbar）
- 2020年!!Mine'S Fan Club 大新年会（2020年2月2日、都内某所）
- soxsocks ×『まひぷりん』グッズイベント(2020年2月22日、# FR GALLERY 1)
- 「GO!GO!まひゆな号」公開生放送＆BD発売記念イベント（2020年2月23日、秋葉原Pigooスタジオ）
- オフ会 唯井まひろ ハタチのお祝い(2020年3月8日、秋葉原エターナルステージ)
- 女子社員酒場 出勤（2020年3月21日、女子社員酒場）※コロナ自粛前、最後のイベント
- 唯井まひろ、新名あみん メンズサイゾー、エーワン合同イベント おもちゃレビュートークショー（2020年6月24日、サイゾー大会議室）※コロナ自粛後、初のイベント
- アキバに愛に恋！(2020年8月1日、秋葉原 女子社員酒場）
- soxsocks 一日店長(2020年9月20日、渋谷 MAGNET bySHIBUYA109）
- コスプレ個人撮影会 (2020年10月18日、都内某所 主催マインズ）
- トークショー＆撮影会イベント 2部開催(2020年10月25日、新宿 SODLAND 4F SILENT BAR）
- SODポイントシール当選者様限定イベント『出張！SODLAND』（2021年3月14日、香川県 信長書店仏生山店）

## 執筆

### コラム
- 2000年生まれのAV女優・唯井まひろ、ただいま始動！（2018年12月10日 ‐ 、サイゾー「メンズサイゾー」）